# Kate Douglass
Kate Douglass (Nova Iorque, 17 de novembro de 2001) é uma nadadora estadunidense, medalhista olímpica.

## Carreira

### Tóquio 2020
Douglass conquistou a medalha de bronze nos Jogos Olímpicos de Verão de 2020 em Tóquio na prova de 200 m medley feminino com a marca de 2:09.04. Ela é membro da Equipe Nacional de Natação dos Estados Unidos.

### 2022
Em 18 de junho de 2022, obteve o bronze nos 4×100 m livre do Campeonato Mundial de Esportes Aquáticos em Budapeste. Cinco dias depois, ficou em terceiro lugar nos 200 m peito do mesmo evento.
Em 13 de dezembro, ganhou duas medalhas no Mundial em Piscina Curta em Melbourne (uma de ouro nos 200 m medley e uma de prata nos 4×100 m livre) e estabeleceu novos recordes das Américas em ambas as provas. No dia seguinte, ao lado de Nic Fink, Ryan Murphy e Torri Huske, conquistou o título e quebrou o recorde mundial nos 4×50 m medley misto da mesma competição com o tempo de um minuto, 35 segundos e quinze centésimos. Em 15 de dezembro, obteve o ouro nos 4×50 m livre, onde sua equipe estabeleceu novas marcas do campeonato e das Américas. No dia seguinte, alcançou a primeira colocação na final dos 200 m peito, além de quebrar o recorde do campeonato da categoria. Em 17 e 18 de dezembro, ainda em Melbourne, ganhou a prata nos 4x50 m medley e o ouro nos 4x100 m dos quatro estilos respectivamente, ajudando seu time a estabelecer a nova marca mundial desse último revezamento.

### 2023
Em 23 de julho, contribuiu com sua equipe a ser vice-campeã dos 4x100 m livre no Mundial em Fukuoka. No dia seguinte, venceu a final dos 200 m medley no mesmo evento. Em 26 de julho, participou da decisão nos 4x100 m medley misto, na qual seu time conquistou o bronze. Dois dias depois, alcançou o segundo lugar nos 200 m peito do mundial. Em seguida, obteve mais duas medalhas em Fukuoka, sendo uma de prata nos 4x100 m livre misto e uma de ouro nos 4x100 m medley.

### 2024
Em 12 de fevereiro, foi campeã novamente dos 200 m medley no Mundial em Doha. Dois dias depois, ajudou sua equipe a vencer a final dos 4x100 m medley misto no mesmo evento. Em 16 de fevereiro, ficou na quarta posição nos 100 m livre e na segunda nos 200 m peito. No dia seguinte, disputou a decisão dos 4×100 m livre misto, na qual seu time
ganhou o bronze. Ainda em Doha, conquistou a prata nos 50 m livre e estabeleceu o novo recorde americano dessa prova.